# Soufflage en manchon
Pour les articles homonymes, voir Verre crown.

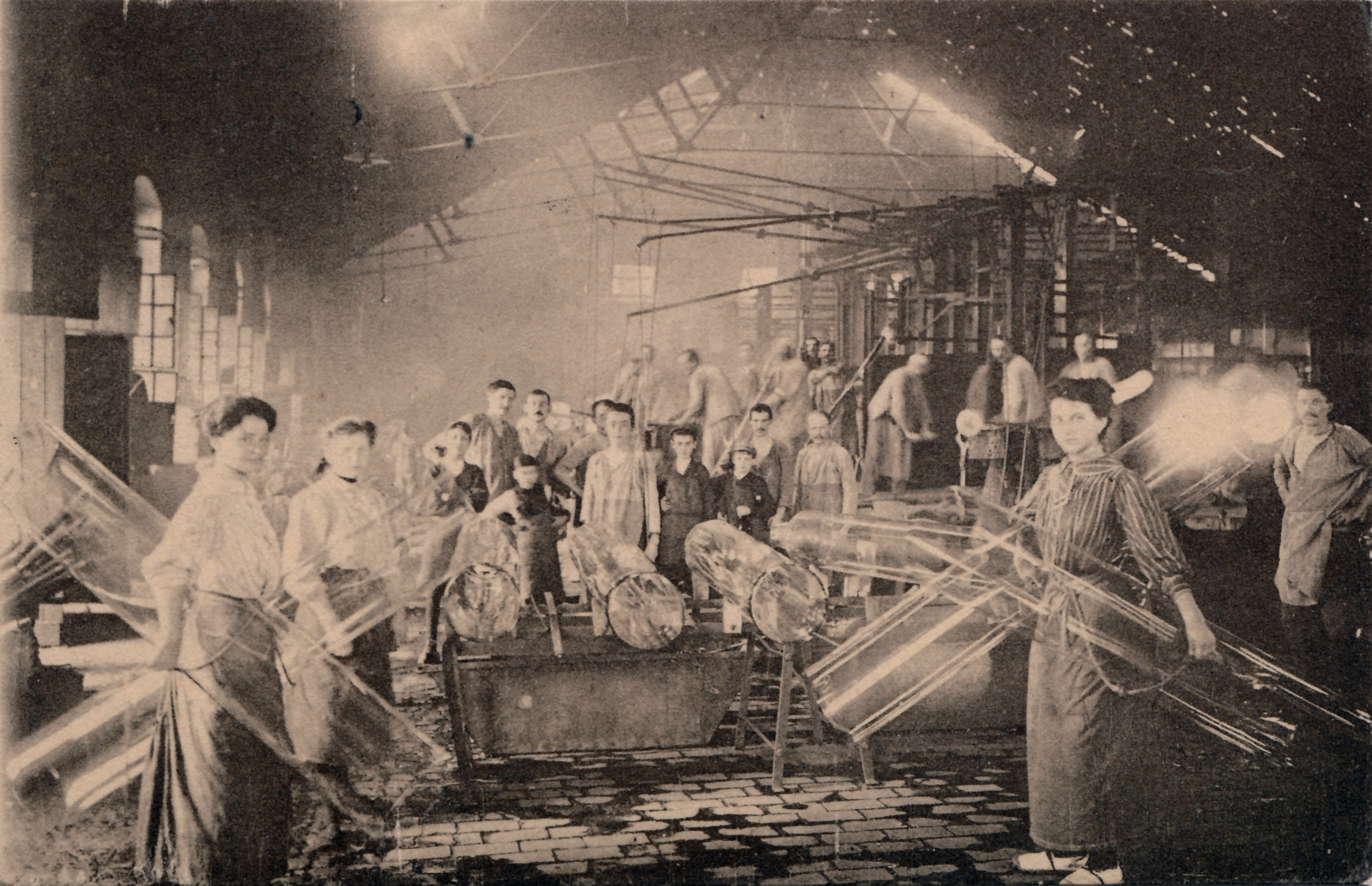
Atelier de production de la Verrerie du Centre à Jumet près de Charleroi en Belgique. À l'arrière, les fours et les souffleurs, à l'avant les porteuses de cylindres. Carte postale oblitérée le 2 octobre 1910.

Le soufflage en manchon est une technique de soufflage du verre qui permet la fabrication du verre plat.
Cette technique a été aussi appelée à la bohémienne ou technique lorraine.
Le verre était soufflé pour former une bouteille creuse appelée manchon puis, ses extrémités découpées. Le cylindre obtenu était coupé dans le sens de la longueur et déployé pour obtenir une feuille de verre.